# Tobias Buck-Gramcko
Tobias Buck-Gramcko (Gottinga, 1º gennaio 2001) è un pistard e ciclista su strada tedesco che corre per il Rad-Net Rose Team.

## Palmarès

### Pista
- 2019 (Juniores)

Campionati del mondo, Inseguimento a squadre Junior (con Hannes Wilksch, Pierre-Pascal Keup, Nicolas Heinrich e Moritz Kretschy)
Campionati del mondo, Inseguimento individuale Junior
Campionati del mondo, Chilometro a cronometro Junior
Campionati tedeschi, Inseguimento individuale Junior
Campionati tedeschi, Chilometro a cronometro Junior
- 2021

Campionati europei, Inseguimento individuale Under-23
- 2022

Campionati tedeschi, Inseguimento a squadre (con Nicolas Heinrich, Theo Reinhardt e Leon Rohde)

### Strada
- 2022 (Rad-Net Rose Team, una vittoria)

Campionati europei, Staffetta Under-23

## Piazzamenti

### Competizioni mondiali
- Campionati del mondo su pista

Aigle 2018 - Inseguimento a squadre Junior: 10º
Aigle 2018 - Inseguimento individuale Junior: 5º
Francoforte sull'Oder 2019 - Inseguimento a squadre Junior: vincitore
Francoforte sull'Oder 2019 - Inseguimento individuale Junior: vincitore
Francoforte sull'Oder 2019 - Chilometro a cronometro Junior: vincitore
Roubaix 2021 - Inseguimento a squadre: 7º
Roubaix 2021 - Inseguimento individuale: 5º
St. Quentin-en-Yv. 2022 - Inseguimento a squadre: 7º
St. Quentin-en-Yv. 2022 - Inseguimento individuale: 11º

### Competizioni europee
- Campionati europei su pista

Aigle 2018 - Inseguimento a squadre Junior: 3º
Aigle 2018 - Inseguimento individuale Junior: 5º
Gand 2019 - Inseguimento a squadre Junior: 3º
Gand 2019 - Inseguimento individuale Junior: 2º
Fiorenzuola d'Arda 2020 - Inseguimento individuale Under-23: 5º
Fiorenzuola d'Arda 2020 - Inseguimento a squadre Under-23: 3º
Apeldoorn 2021 - Inseguimento individuale Under-23: vincitore
Apeldoorn 2021- Inseguimento a squadre Under-23: 4º
Grenchen 2021 - Inseguimento a squadre: 4º
Anadia 2022 - Inseguimento a squadre Under-23: 5º
Anadia 2022 - Inseguimento individuale Under-23: 2º
Monaco di Baviera 2022 - Inseguimento a squadre: 4º
Monaco di Baviera 2022 - Inseguimento individuale: 8º
Grenchen 2023 - Inseguimento individuale: 3º
- Campionati europei su strada

Anadia 2022 - Cronometro Under-23: 21º
Anadia 2022 - Staffetta Under-23: vincitore
Anadia 2022 - In linea Under-23: 104º